# Parey-Saint-Césaire
Parey-Saint-Césaire ist eine französische Gemeinde mit 245 Einwohnern (Stand: 1. Januar 2022) im Département Meurthe-et-Moselle in der Region Grand Est (bis 2015  Lothringen). Sie gehört zum Arrondissement Nancy und zum Kanton Meine au Saintois.

## Geografie
Parey-Saint-Césaire liegt etwa 25 Kilometer südsüdwestlich von Nancy in der Landschaft Saintois. Umgeben wird Parey-Saint-Césaire von den Nachbargemeinden Thélod im Westen und Norden, Houdelmont im Nordosten und Osten, Houdreville im Südosten, Hammeville im Süden, Vitrey im Süden und Südwesten sowie Goviller im Südwesten.

## Bevölkerungsentwicklung
| Jahr                       | 1962 | 1968 | 1975 | 1982 | 1990 | 1999 | 2006 | 2019 |
| Einwohner                  | 200  | 220  | 172  | 221  | 197  | 198  | 225  | 240  |
| Quellen: Cassini und INSEE |      |      |      |      |      |      |      |      |

## Sehenswürdigkeiten
- Kirche Saint-Césaire aus dem 13./14. Jahrhundert

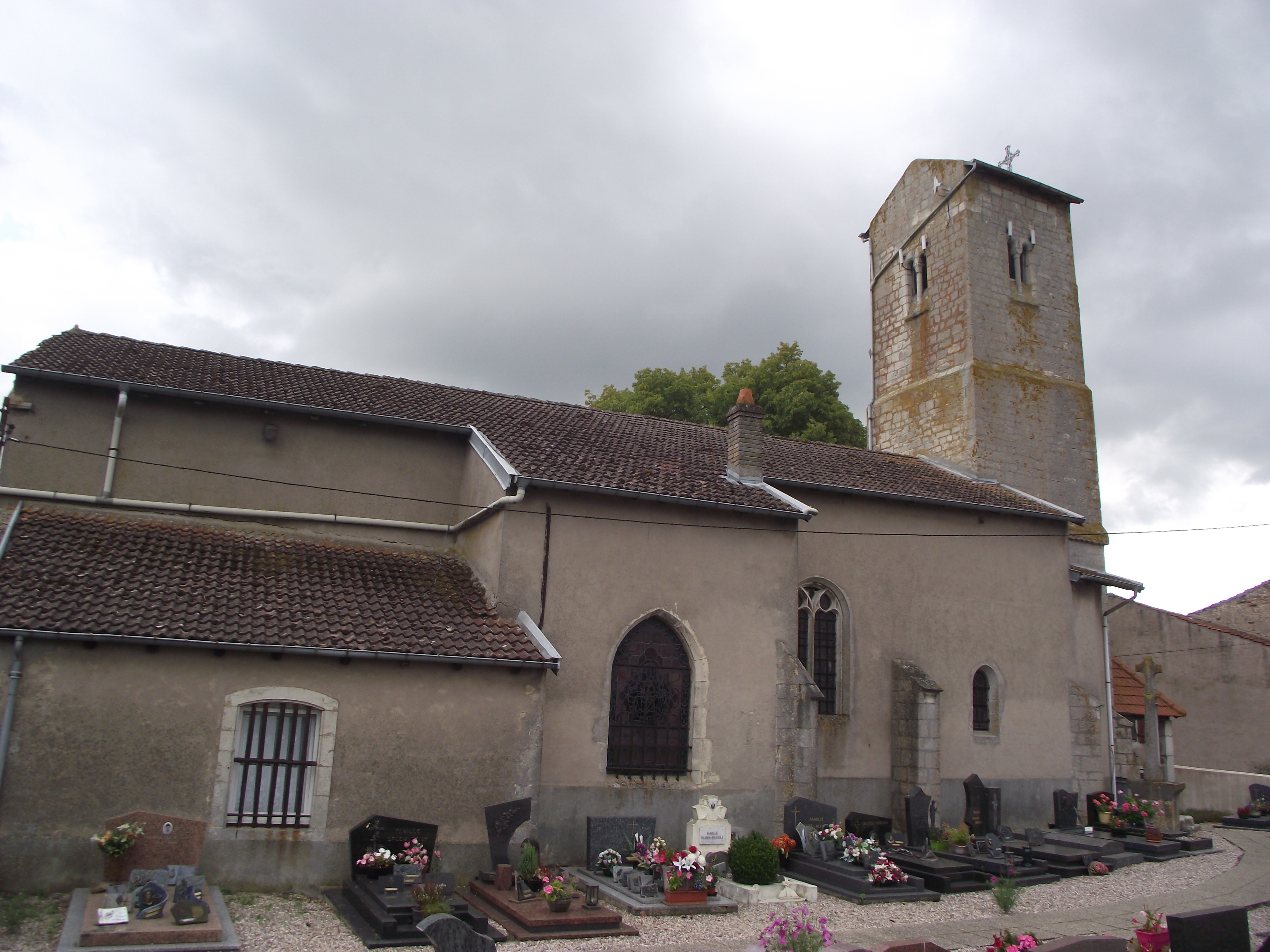
Kirche Saint-Césaire